# Jim Wallwork
 (mars 2013).
Si vous disposez d'ouvrages ou d'articles de référence ou si vous connaissez des sites web de qualité traitant du thème abordé ici, merci de compléter l'article en donnant les références utiles à sa vérifiabilité et en les liant à la section « Notes et références ».
Jim Wallwork (né le 21 octobre 1919 à Manchester et mort le 24 janvier 2013 À White Rock) est le pilote du planeur Horsa numéro 1 ayant atterri à 00h16 dans la nuit du 5 au 6 juin 1944. Ce pilote s'est posé à moins de 50 mètres de son objectif. Il transportait les hommes de la 6e airborne britannique qui avaient pour but de prendre le pont de Ranville-Bénouville situé sur l'estuaire de l'Orne. Ce pont sera ensuite appelé le pont « Pégasus ».